# Paul F. Linke
Paul Ferdinand Linke (* 15. März 1876 in Staßfurt; † 19. Juni 1955 in Brannenburg am Inn) war ein deutscher Phänomenologe, der in der Strömung der Gegenstandsphänomenologie und am Übergang von Phänomenologie und analytischer Philosophie verortet wird.

## Leben
Nach der Ausbildung am Domgymnasium Magdeburg studierte Linke ab 1897 zunächst bei Theodor Lipps an der Universität München. Unter dessen Einfluss wechselte Linke das Studienfach von Jura zu Philosophie und Psychologie und ging an die Universität Leipzig. Dort promovierte er 1901 bei Wilhelm Wundt mit einer Arbeit über die Relationstheorie von David Hume. Er war ein „unorthodoxer“ Schüler Edmund Husserls.
Linke lehrte an der Universität Jena seit 1907 als Privatdozent für Philosophie und Psychologie, ab 1925 als außerplanmäßiger Professor (Extraordinarius, seit 1918 durfte er den Titel bereits tragen). 1946 wurde er persönlicher Lehrstuhlinhaber (Ordinarius) und 1950 emeritiert. Gershom Scholem besuchte dort bei ihm Einleitungen in die Logischen Untersuchungen Husserls. Linke verfolgte, ähnlich wie andere Psychologen (etwa Katz), die Ideen von Ewald Hering weiter. In einem Brief von 1919 an Linke bezieht sich Gottlob Frege zur Erörterung des Unterschieds von Sinn und Referenz auf ein Beispiel von Frege. In den 1920er Jahren beschäftigte Linke sich mit experimentellen Studien u. a. zur Nachbildwirkung.

## Werk

### Politische Philosophie
Linke gehörte zeitweilig der SPD an. Er hielt schon vor 1933 in Jena Seminarübungen zu „Materialismus und Empiriokritizismus“, die auch Texte von Lenin kritisch behandelten. Er war freilich kein Marxist und auch kein Materialist, sondern „einer der allerletzten, in der DDR verbliebenen ältesten ‚bürgerlichen Philosophen‘“

### Erkenntnistheorie
Linke verteidigte transzendentalphilosophische Thesen. Er stellt beispielsweise Kant in die Nähe Husserls und weist empirische Vereinnahmungen ab. Linke stellt sich dann aber gegen Husserls „transzendentale Wende“, bezieht eine „antisubjektivistische“ Position und wendet sich „objektivistischen“ Denkern wie Franz Brentano, Bernard Bolzano und Gottlob Frege zu. In deren Sinne komme der Logik eine Einheitlichkeit zu, die Linke den „mannigfachen Ausprägungen der menschlichen Vernunft“ entgegenstellt.

### Philosophie der Logik
Linke hat sich gegen psychologistische logische Ansätze gewandt und stattdessen ein ontologisches Fundament der Logik postuliert. Dieses wird konstituiert durch Sachverhalte, die durch dass-Sätze ausgedrückt werden. Wahrheit oder Falschheit seien Eigenschaften von Sachverhalten. Negation und Konjunktion hätten so einen ontologischen Sinn als „Weltelemente“, da sie Zusammensein und Getrenntsein entsprechen. Die allgemeinsten ontologischen Gesetze seien die Gesetze der Logik.
Dabei geht Linke von einer apriorischen Struktur dieser fundamentalen Logik aus. Eine „eigentliche Logik“ müsse prinzipiell zweiwertig sein. „Mehrwertige Logiken“ seien nur nützliche Arbeitsinstrumente, setzten aber solche „eigentlichen Logiken“ voraus. Er wendet sich gegen Argumente zugunsten dreiwertiger Logiken. Wahrheitswertunentschiedene, indexikalisch zeitgebundene Sätze könnten auch ohne indexikalischen Zeitbezug reformuliert werden. Chisholm hat dem in einer kurzen Besprechungsnotiz mit dem Hinweis widersprochen, dass Sätze über zukünftige Ereignisse jetzt plausiblerweise noch weder wahr noch falsch sind.
Linke hat sich auch zum Problem materialer Implikation geäußert. Dieses sei eliminierbar. Man müsse nur Sätze der Form „Wenn Jena an der Saale liegt, dann liegt Jena in Deutschland“ wie folgt paraphrasieren: „Ob es objektiv wahr oder falsch ist, dass Jena an der Saale liegt – es ist falsch, dass Jena sowohl an der Saale liegt wie auch nicht in Deutschland liegt.“ Chisholm hat in einer kurzen Notiz eingewendet, dass diese Analyse zwar zutreffend einfängt, dass gewöhnliche Äußerungen von Implatikationsverhältnissen sich nicht auf die Wahrheit der Antecedensbedingung festlegen. Eine zweite von Linke beanspruchte Adäqatheitsbedingung seiner Analyse wird aber nicht erfüllt, nämlich, dass im Explanans keine anderen logischen Konnektive außer Negation und Konjunktion vorkommen, denn „ob es objektiv wahr oder falsch ist, dass …“ sei gerade ein solches Konnektiv.

## Schriften
- David Humes Lehre vom Wissen. Ein Beitrag zur Relationstheorie im Anschluß an Locke und Hume. Dissertation. Engelmann, Leipzig 1901.
- Hume’s Lehre vom Wissen. In: Philosophische Studien. Band 17, 1901, S. 624–673.
- Rezension von A. Meinong: Über Annahmen. In: Vierteljahrsschrift für wissenschaftliche Philosophie und Soziologie. Band 2, 1903, S. 461f.
- Die phänomenale Sphäre. Niemeyer, Halle 1912.
- Rezension von A. Meinong: Über Annahmen, 2. A. In: Zeitschrift für Psychologie. Band 65, 1913, S. 408–411.
- Phänomenologie und Experiment in der Frage der Bewegungsauffassung. In: Husserl-Jahrbuch. Band 2, 1916, S. 649–668.
- Das Recht der Phänomenologie. In: Kant-Studien. Band 21, 1916, S. 163–221.
- (Nachruf) Oswald Külpe. In: Kant-Studien. Band 21, 1917, S. 343–345.
- Untersuchungen über die Bedeutung der Gegenstandtheorie und Phänomenologie für die experimentelle Psychologie. 1918.
- Grundfragen der Wahrnehmungslehre. Ernst Reinhardt, München 1918. Review von W. J. H. Sprott, In: Mind. New Series 39/153, 1930, S. 82–89.
- Selbstanzeige von Grundfragen der Wahrnehmungslehre. In: Annalen der Philosophie. Band 2, 1921, S. 139–141.
- Die Minderwertigkeit der Erfahrung in der Theorie der Erkenntnis. Phänomenologische Randglossen zu Hans Cornelius’ „Transzendentaler Systematik“. In: Kant-Studien. Band 23, 1918/19, S. 426–443.
- Relativitätstheorie und Relativismus. Betrachtungen über Relativitätstheorie, Logik und Phänomenologie. In: Annalen der Philosophie. Band 2, 1921, S. 397–438.
- Die Existentialtheorie der Wahrheit und der Psychologismus der Geltungslogik. In: Kant-Studien. Band 29, 1924, S. 395–415.
- Vorwort zu Leopold Hartmann: Sind Naturgesetze veränderlich? Max Niemeyer, Halle 1926.
- Sozialismus und Philosophie. In: Sozialistische Monatshefte. Band 33/2, 1927, S. 104–108.
- Der Sieg des Subjektivismus [?]. In: J. E. Heyde (Hrsg.): Festschrift Johannes Rehmke zum 80. Geburtstage. Felix Meiner, Leipzig 1928.
- Logic and Phenomenology. In: Edward L. Schaub (Hrsg.): Philosophy Today. Essays on Recent Developments in the Field of Philosophy. Ayer Publishing 1928, ISBN 0-8369-0852-X, S. 359–392.
- Gegenständsphänomenologie. In: Philosophische Hefte. Band 2, 1930, S. 65–90.
- Relativitätstheorie und psychologische Zeit. In: Hans Israel, Erich Ruckhaber, Rudolf Weinmann (Hrsg.): Hundert Autoren gegen Einstein. Voigtländer, Leipzig 1931, S. 28–30. Rezension des Bandes von Hans Reichenbach In: Vossische Zeitung. Postausgabe 47, 24. Februar 1931
- Verstehen, Erkennen und Geist. Leipzig 1936. Rezension von Howard Becker in: American Sociological Review. Band 3/2, 1938, S. 257–258.
- Neupositivismus und Intentionalität. In: Naturwissenschaft und Metaphysik. Brünn/Leipzig 1938, S. 143–160.
- Gottlob Frege als Philosoph. In: Zeitschrift für Philosophische Forschung. Band 1, 1946, S. 75–99, auch mit informativer Einleitung in: Roberto Poli (Hrsg.): The Brentano Puzzle. Ashgate, Aldershot 1998, S. 49–72. Review von Linkes Text von Heinrich Scholz in: Journal of Symbolic Logic. Band 13/3, 1948, S. 154.
- Die mehrwertigen Logiken und das Wahrheitsproblem. §§ 1–4. In: Zeitschrift für Philosophische Forschung. Band 3, 1949, S. 378–398; Schluss. In: Zeitschrift für Philosophische Forschung. Band 3, 1949, S. 530–546.Review von Paul Bernays in: Journal of Symbolic Logic. Band 17/4, 1952, S. 276–277.
- Materialismus und Idealismus in der Philosophie. In: Universitäts-Zeitung Jena 2(1950)4, S. 3–5.
- Was ist Logik? In: Zeitschrift für philosophische Forschung. Band 6, 1951/1952, S. 372–398.
- Warum philosophische Wissenschaft?. In: Wissenschaftliche Zeitschrift der Friedrich-Schiller-Universität Jena (GSR) 2(1952/53)2, 25–38.
- Eigentliche und uneigentliche Logik. In: Wissenschaftliche Zeitschrift der Friedrich-Schiller-Universität Jena (GSR) 2(1952/53)4, S. 53–62.
- Wissenschaftliche und unwissenschaftliche Haltung in der Philosophie. In: Wissenschaftliche Zeitschrift der Friedrich-Schiller-Universität Jena (GSR) 2(1952/53)5, S. 37–44.
- Die Implikation als echte Wenn-so-Beziehung. In: Wissenschaftliche Zeitschrift der Friedrich-Schiller-Universität Jena (GSR) 3(1953/54)1, S. 107–108.
- Was ist Logik? Wissenschaftliche Zeitschrift der Friedrich-Schiller-Universität Jena (GSR) 3(1953/54)2/3, S. 179–190.
- Zum Kriterium der Wissenschaftlichkeit. „Gegner“ und „Feind“ in der philosophischen Polemik. In: Wissenschaftliche Zeitschrift der Friedrich-Schiller-Universität Jena (GSR) 3(1953/54)4/5, 555–557.
- Intentionalität und Transzendenz. in: Wissenschaftliche Zeitschrift der Friedrich-Schiller-Universität Jena (GSR) 4(1954/55)5/6, S. 389–393.
- Eigentliche und uneigentliche Logik. In: Methodos. Milano, Band 6, 1952, S. 165–188. Review von Roderick M. Chisholm in: Journal of Symbolic Logic. Band 22/4, 1957, S. 383–384, jstor.org
- Protokoll der philosophischen Konferenz über Fragen der Logik am 17. und 18. November 1951 in Jena. In: Deutsche Zeitschrift für Philosophie. 1. Beiheft, Berlin 1953, S. 122f. Kontroverse mit Leisegang über „Denkformen“
- Die Philosophie Franz Brentanos. In: Zeitschrift für philosophische Forschung. Band 7, 1953, S. 89–99.
- Die Implikation als echte Wenn-so-Beziehung. Bemerkungen zu den „Fundamental-Paradoxien“ der Logistik. In: Wissenschaftliche Zeitschrift der Friedrich-Schiller-Universität Jena. 1953, S. 107ff. Review von Roderick M. Chisholm, in: The Journal of Symbolic Logic. Band 19/1, 1954, S. 67.
- Die Unentbehrlichkeit der wissenschaftlichen Haltung in der Philosophie. In: Zeitschrift für philosophische Forschung. Band 9, 1955, S. 209–218.
- Über Schein, Irrtum, Lüge und Täuschung. In: Rugard Otto Gropp (Hrsg.): Festschrift für Ernst Bloch zum. 70. Geburtstag. Deutscher Verlag der Wissenschaften, Berlin 1955, S. 181–199.
- Niedergangserscheinungen in der Philosophie der Gegenwart. Wege zu ihrer Überwindung. München/Basel 1961.
- (Aus dem Nachlass) Die Unhaltbarkeit des Aristotelischen Wahrheitsbegriffes – und die Folgen. In: Zeitschrift für philosophische Forschung. Band 19/2, 1965, S. 306–319.
- Hellmuth Dempe (Hrsg.): Erinnerungen aus dem alten Jena.  In: Kultur und Geschichte Thüringens. Band 3/1, 1982, S. 79–94.